# Wygoda (jezioro na Pojezierzu Kaszubskim)
Wygoda –  śródleśne jezioro lobeliowe północnego krańca Pojezierza Kaszubskiego położone w Polsce w województwie pomorskim, w powiecie wejherowskim, w gminie Wejherowo na obszarze leśnym Trójmiejskiego Parku Krajobrazowego. Akwen jeziora jest objęty ochroną rezerwatu "Pełcznica".
Całkowita powierzchnia wynosi 10,6 ha.